# Triptolème

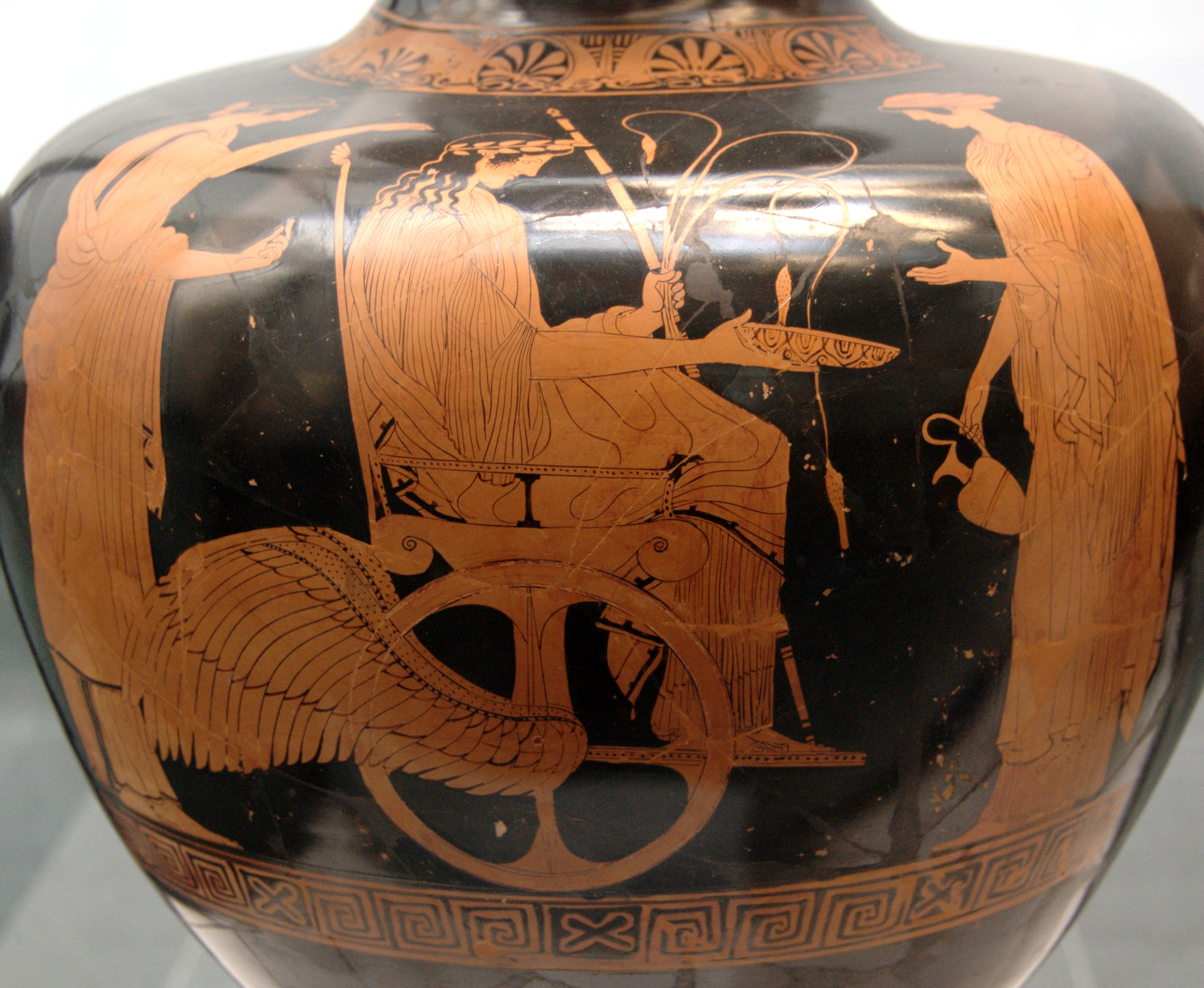
Départ de Triptolème pour son voyage à travers la Grèce, pour apprendre aux hommes l'agriculture, hydrie attique à figures rouges du Peintre de Chicago, v. 450--440, Staatliche Antikensammlungen de Munich

Dans la mythologie grecque, Triptolème (en grec ancien Τριπτόλεμος / Triptólemos) est le héros grâce à qui l'humanité apprend l'agriculture, et donc la civilisation. Il répand le culte de Déméter et crée les mystères d'Éleusis.

## Mythe
Selon la tradition principale, il est le fils aîné de Céléos, roi d'Éleusis en Attique, et de sa femme Métanire. Selon Phérécyde d'Athènes, il est le fils d'Océan et de Gaïa, la Terre — ce qui revient à faire de lui un autochtone. Pausanias affirme que « Cercyon et Triptolème étaient tous deux fils d'une fille d'Amphictyon, mais que Raros était le père de Triptolème, et Poséidon celui de Cercyon. »

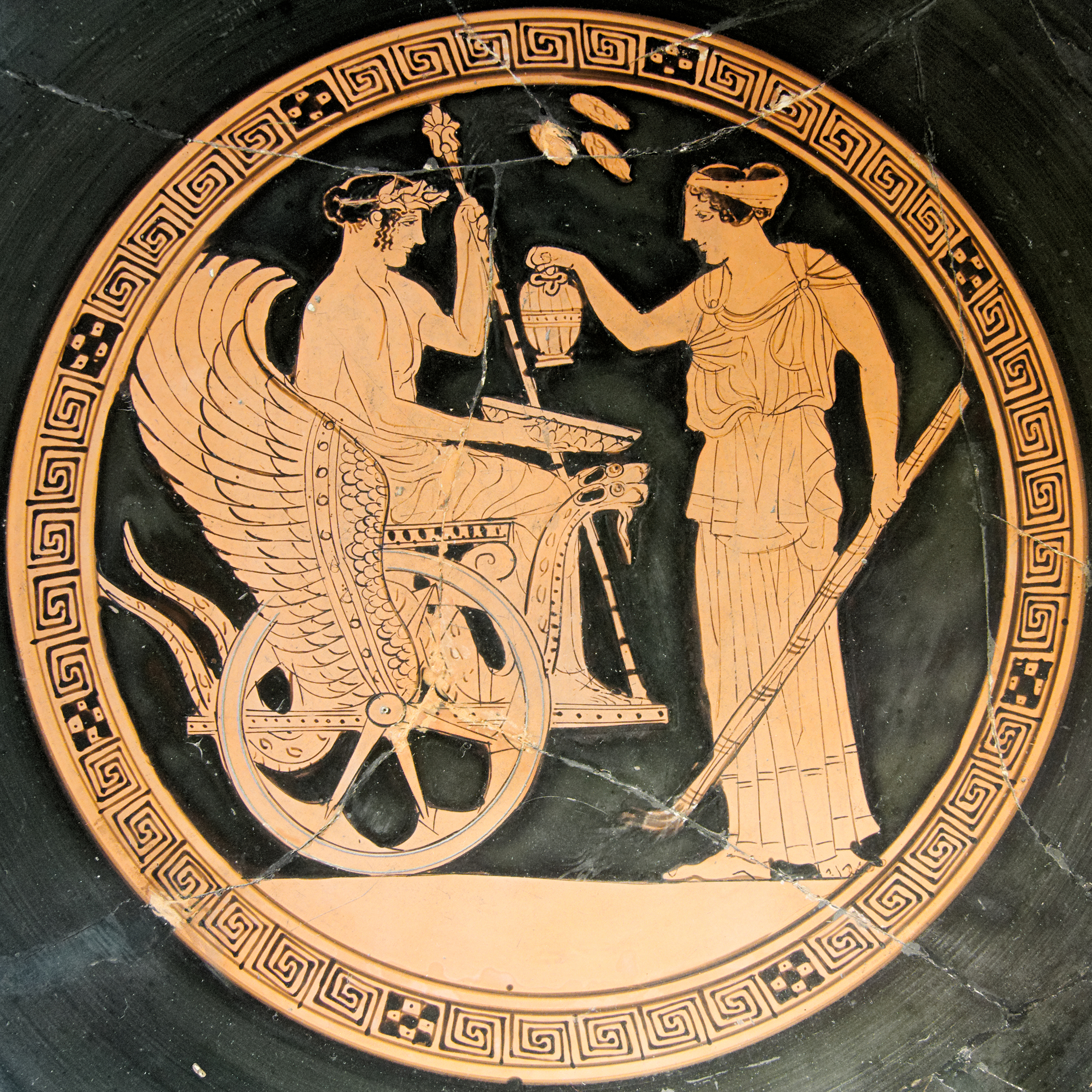
Triptolème et Coré, coupe attique du Peintre d'Aberdeen, v. 470-460 av. J.-C., musée du Louvre

Selon l’Hymne homérique à Déméter, Céléos fait bon accueil à Déméter alors que, à la recherche de sa fille Perséphone, la déesse a pris l'apparence d'une vieille femme. Il lui propose de prendre soin de l'un de ses fils, Démophon. Pour le rendre immortel, Déméter le place chaque nuit dans le feu mais elle est surprise par Métanire avant d'avoir pu achever le rituel. La déesse se fait alors reconnaître et ordonne à Céléos de lui faire bâtir un temple à Éleusis « pour que, / à l'avenir, par [leurs] saintes pratiques, [les hommes] puiss[ent] se concilier [s]a faveur. »
Ceci fait, ajoute le pseudo-Apollodore, elle donne à Triptolème un char ailé tiré par des serpents  et des grains de blé afin qu'il en répande la culture sur toute la terre. Selon Xénophon, il apprend d'abord l'agriculture à Héraclès, puis aux Dioscures. Ovide raconte qu'au cours de son périple, il descend chez Lyncos, en Scythie. Jaloux de la faveur que montre la déesse à Triptolème, Lyncos veut l'attaquer à la nuit tombée mais est métamorphosé en lynx par Déméter.
À son retour à Éleusis, Céléos, jaloux lui aussi, tente d'assassiner Triptolème. Déméter le contraint à abdiquer en faveur de son fils, qui institue les Thesmophories. Dans l’Hymne homérique à Déméter, la déesse en fait également l'un des premiers prêtres des mystères d'Éleusis, avec Dioclès, Eumolpos, Céléos et Polyxène. Selon Pausanias, Triptolème possède son propre temple à Athènes.

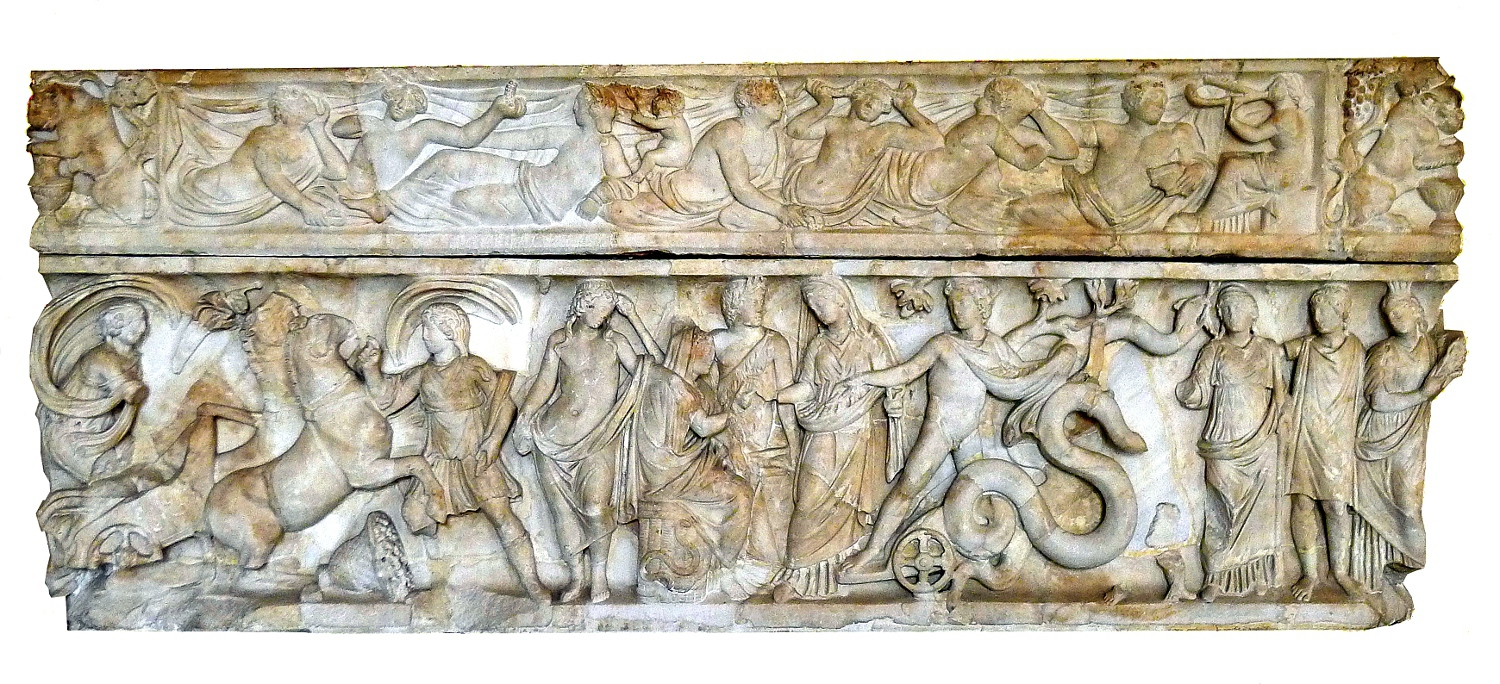
Légende de Triptolème, sarcophage romain du IIe siècle, musée du Louvre

D'après une remarque de Platon, il semble avoir été considéré comme un quatrième juge aux Enfers, avec Minos, Éaque et Rhadamanthe. On substitue parfois Triptolème à Minos.[réf. nécessaire] Porphyre de Tyr fait de Triptolème l’inventeur du végétarisme. Selon lui, le héros édicte trois règles : « honore tes parents », « honore les dieux par des offrandes de fruits » et « abstiens-toi de tuer les animaux ».

## Attributs
Triptolème est représenté comme un jeune homme portant le pétase, un sceptre ou des épis de blé. Il est accompagné des deux déesses, Déméter et Perséphone, ou de l'une d'entre elles, ou d'un chariot tiré par des serpents ailés.

## Analyses
Selon Claude Calame, dès l'époque classique, il s'est trouvé des gens de lettres qui ont tenté de réorienter le sens du récit du rapt de Perséphone.
Ainsi, le résumé donné par la Bibliothèque posthellénistique attribuée au Pseudo-Apollodore suit la version du récit que développe à I'époque archaique l'Hymne homérique à Déméter ; à cette exception près qu'elle introduit l'épisode de Triptolème : dans I'iconographie comme dans les textes, cet épisode absent de l'Hymne fait de l'histoire du rapt de Perséphone un récit centré sur Athènes et sur la ville d'Eleusis désormais intégrée au territoire de l'Attique. C'est en effet en tant que héros culturel specifiquement athénien que Triptolème reçoit de Déméter le don de la céréaliculture et qu'il devient ainsi le bienfaiteur de l'humanité.

## Sources
- Platon, Les Lois [détail des éditions] [lire en ligne] (VI, 782b)[7]
- Platon, Apologie de Socrate [détail des éditions] [lire en ligne] (41a)
- Diodore de Sicile, Bibliothèque historique [détail des éditions] [lire en ligne] (V, 68, 1)
- Valerius Flaccus, Argonautiques [détail des éditions] [lire en ligne] (I, 68)
- Xénophon, Helléniques [lire en ligne] (VI, 3, 6)
- Hygin, Fables [détail des éditions] [(la) lire en ligne] (CXLVII, CCXXVII)
- Hymnes homériques [détail des éditions] [lire en ligne] Déméter (vers 471–480)
- Nonnos de Panopolis, Dionysiaques [détail des éditions] [lire en ligne] (XIII, 190)
- Ovide, Fastes [détail des éditions] [lire en ligne] (IV, 510 et suiv.), Métamorphoses [détail des éditions] [lire en ligne] (V, 642-661)
- Pausanias, Description de la Grèce [détail des éditions] [lire en ligne] (I, 14, 2 et suiv. ; I, 38, 1 ; VII, 18, 2)
- Strabon, Géographie [détail des éditions] [lire en ligne] (XIV, 5, 12)
- Pseudo-Apollodore, Bibliothèque [détail des éditions] [lire en ligne] (I, 5, 1-2)